# Lourdeskapelle (Appenzell)

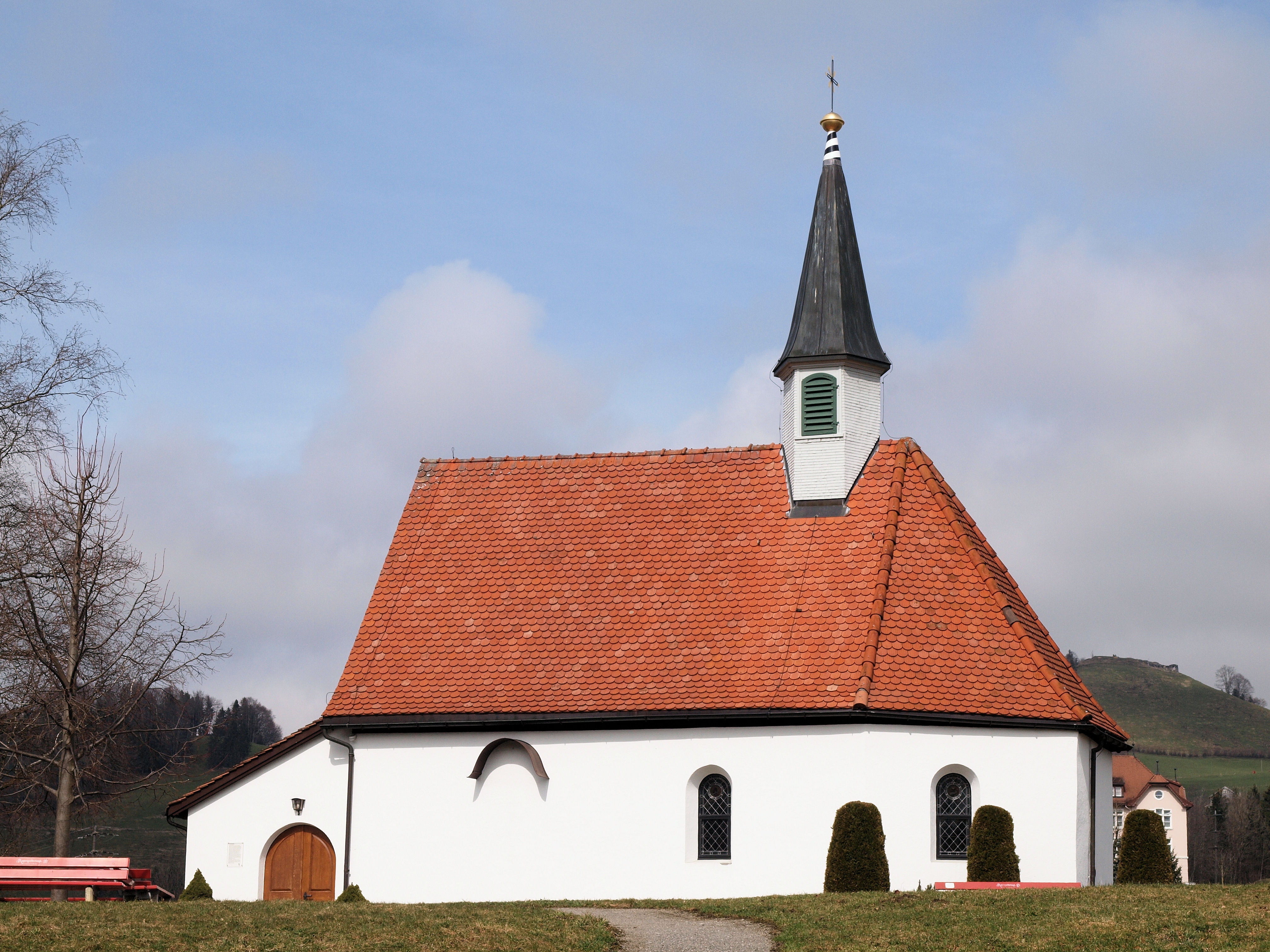
Die Lourdeskapelle

Appenzell, Kapelle St. Martin/Lourdes, 1909

Die Lourdeskapelle, auch Martinskapelle, befindet sich auf einem kleinen Hügel zwischen der Sitter und dem Bleichwäldibach nördlich von Appenzell. Sie wurde 1594 als Siechenkapelle St. Martin erbaut und befand sich damals noch ausserhalb des Dorfes. Sie befindet sich im Bezirk Schwende-Rüte im erweiterten Feuerschaukreis.
In der Nähe befanden sich das Sondersiechenhaus und das Armenhaus. Das Sondersiechenhaus wurde im 18. Jahrhundert abgebrochen und für das Armenhaus entstand zwischen 1901 und 1903 an der Sonnenhalde ein Neubau. Damit verlor die Kapelle ihre Bedeutung und wurde 1904 geschlossen. Der Lourdesverein übernahm danach den Bau und eröffnete 1936 die Kapelle als Lourdeskapelle neu.

## Bauwerk
Das geostete Bauwerk besitzt einen Polygon-Chorabschluss und ein steiles Satteldach, auf dem ein sechsseitiger Dachreiter aufgebaut ist. Der Zugang zum Schiff erfolgt durch ein spitzbogiges Portal mit Profilen aus Fase, Wulst und Kehle. Vor dem Portal befindet sich ein geschlossenes Vorzeichen. Im Innern ist eine kleine Empore eingebaut. Das Schiff und der Chor befindet sich auf dem gleichen Niveau. Die Holzdecke im Innern ist fünffach gebrochen.

## Kunstwerke
Der ursprüngliche Flügelaltar von Jakob Girdanner von 1597 befindet sich heute im Besitz des Heimatmuseums Appenzell. An seiner Stelle wurde eine Lourdesgruppe eingefügt, die den ganzen Chor ausfüllt. Der Lourdesverein schaffte sich über den Kunsthandel 1948 ein Kruzifix an. Das geschnitzte Rokokokreuz entstand um 1760 und ist vermutlich ein Werk von Joseph Ulrich Hörler. Die vier Glasfenster sind eine Stiftung aus dem Jahr 1891 von Pfarrer A. Koller.

## Glocken
Die Lourdeskapelle besitzt drei ehemalige Glocken der Pfarrkirche St. Mauritius: die Winkelglocke von 1509, das Kinderglöcklein oder die Vigilglocke von 1621 und das Sterbensglöcklein von 1593.